# Annabelle's Affairs
Pour plus de détails, voir Fiche technique et Distribution.
Annabelle's Affairs est un film américain en noir et blanc réalisé par Alfred L. Werker, sorti en 1931 et considéré comme perdu.
Il s'agit du remake du film de 1919, Good Gracious, Annabelle (en).

## Synopsis
Annabelle s'est séparée de son mari onze heures seulement après leur mariage. Aujourd'hui, elle ne sait plus à quoi ressemble son ex-mari. Lorsqu'elle le retrouve, elle ne le reconnaît pas et tombe amoureuse de lui.

## Fiche technique
- Titre : Annabelle's Affairs
- Réalisation : Alfred L. Werker
- Scénario : Leon Gordon, Clare Kummer, Harlan Thompson, d'après la pièce en trois actes de Clare Kummer : Good Gracious Annabelle (1916)
- Photographie : Charles Clarke
- Montage : Margaret Clancey
- Art Dir : Horace Hough
- Costume : Dolly Tree
- Son : Alfred Bruzlin
- Production et distribution : Fox Film Corporation, William Goetz
- Pays d'origine :  États-Unis
- Langue : anglais américain
- Format : noir et blanc — 35 mm — 1,20:1 — son : mono (Western Electric System)
- Genre : comédie romantique
- Durée : 76 minutes
- Date de sortie : 14 juin 1931 (États-Unis)

## Distribution
- Victor McLaglen : John Rawson, Hefly Jack
- Jeanette MacDonald : Annabelle Leigh
- Roland Young : Roland Wimbleton
- Sam Hardy : James Ludgate
- Ruth Warren : Lottie
- William Collier Sr. : Wickham
- Walter Walker : Walter J. Gosling
- Sally Blane : Dora
- Joyce Compton : Mabel
- George Andre Beranger : Archie
- Jed Prouty : Bolson
- Hank Mann : Summers
- Louise Beavers : Ruby
- Wilbur Mack